# Majkl Korleone
Majkl Korleone je lik iz romana Kum autora Marijo Puza. On je i glavni lik trilogije istoimenih filmova u kojima ga tumači Al Pačino.
Majkl Korleone je postao jedan od 11 najlegendarnijih negativaca u filmskoj istoriji.

## Porodica
Majkl je najmlađi sin Don Vita Korleonea. Ima dva starija brata, Santina (Sonija) Korleonea i Frederika (Freda) Korleonea, i ima mlađu sestru Konstans Korleone. Njihov otac, don Vito Korleone posinio je i Toma Hejgena.
Film počinje na venčanju kćerke Don Vite Korleonea, Koni (Talija Šajer) za Karla Ricija (Džijani Raso) u Njujorku u kasno leto 1945. Kako "nijedan Sicilijanac ne može odbiti uslugu na dan venčanja svoje kćerke", Korleone, poznat među svojim prijateljima i saradnicima kao "Kum" i Tom Hejgen (Robert Duval) su zauzeti saslušavanjem molbi prijatelja i saradnika. U međuvremenu, Don Vitov najmlađi sin Majkl (Al Pačino), koji se vratio iz Drugog svetskog rata kao odlikovani junak, priča svojoj devojci Kej Adams (Dajana Kiton) anegdote o kriminalnom životu svog oca, uveravajući je da on nije kao njegova porodica.
Među gostima na svečanosti ja slavni pevač Džoni Fontejn (Al Martino), Korleonov kum, koji je došao iz Holivuda da zamoli Kuma da mu pomogne da dobije ulogu koja će mu revitalizovati karijeru. Džek Volc (Džon Marli), šef studija, ne da Fontejnu ulogu, ali Don Vito Korleone kaže Džoniju: "Daću mu ponudu koju neće moći da odbije." Hejgen je poslan u Kaliforniji kako bi rešio problem, ali mu Volc ljutito odvrati kako neće dati Fontejnu ulogu, koja je savršena za njega, jer je Fontejn "uništio" starletu koju je Volc favorizovao. Sledećeg jutra, Volc se budi i u krevetu pronalazi krvavu odsečenu glavu svog trofejnog konja.
Po Hejgenovu povratku, porodica se sastaje s dilerom heroina Verdžilom "Turčinom" Solozom (Al Letijeri), koji je uticajan u protivničkoj porodici Tatalija. Solozo zamoli Don Korleonea (Marlon Brando) za političku zaštitu i finansiranje kako bi se počeo masovni uvoz i distribucija heroina, ali uprkos velikoj količini novca koji bi se zaradio, Korleone odbija. Don Vitov najstariji sin, Santino "Soni" Korleone (Džejms Kan), upada u razgovor i indirektno izrazi zanimanje za nuđeni posao. Njegov otac, ljut zbog Sonijeve upadice pred čovekom koji nije član porodice, kasnije ga nasamo ukori.
Ubrzo nakon odbijanja Don Korleone je upucan više puta na lokalnoj pijaci. Javno se ne zna da li je preživeo. Soloco i njegovi ljudi zatim ubijaju Luku Brasija (Leni Montena) i otimaju Hejgena. Soloco nagovara Hejgena da ponudi Soniju dogovor koji je prethodno ponuđen njegovom ocu, ali Soni odbija i razmišlja o poslu, rekavši kako će zaratiti sa porodicom Tatalija i Solocom.
Majkl, kojeg druge mafijaške porodice smatraju "civilnom" (nije umešan u mafijaške poslove) pa zato može živeti normalnim životom, posećuje oca u bolnici. Odmah postaje sumnjičav nakon što je primetio da nema policajaca da čuvaju Dona. Shvativši da mu je ocu opet namešteno, naziva Sonija, a nakon toga premešta oca u drugu sobu. Nakon toga odlazi vani kako bi pazio pred vratima. Uz pomoć iznenađenog Enca, odbija Solocove ljude. Dolazi policija s korumpiranim kapetanom Makluskijem (Sterling Hejden), koji udari Majkla u lice. Pojavljuje se Hejgen s „privatnim detektivima“ ovlaštenim da nose oružje kako bi zaštitili Don Korleonea.
Nakon pokušaja ubistva svog oca u bolnici, Majkl se dobrovoljno javlja da ubije Solocoa i kapetana Makluskija, koji glumi Solocova telohranitelja. Soni i ostali iskusniji članovi porodice se nasmiju Majklovu navodnu naivnost, a Soni ga prekori da ne reagira preosobno i emocionalno. Međutim, Majkl ih uverava da je ubijanje Solocoa i Makluskija u interesu porodice, to da on, kao "civil", neće izazvati puno sumnje kod Solocoa.
Sastanak između Majkla i Solocoa, uz prisusnost Makluskija, dogovoran je u restoranu, navodno da se dogovori mir. Majkl odlazi, uzima skriveni pištolj i ubija Soloca i Makluskija, obojicu pogotkom u glavi. Kako bi izbegao hvatanje za ubistvo, Majkl je poslan na Siciliju dok se porodica Korleone priprema za rat protiv pet porodice, koje se ujedinjuju protiv Korleoneovih.
Na Siciliji, Majkl živi pod zaštitom Don Tomasina, starog prijatelja porodice. Tamo, on se oženi s lokalnom devojkom, Apoloniom, koja je posle ubijena tokom pokušaja ubistva Majkla.
U međuvremenu, u Njujorku, Don Korleone se vraća kući iz bolnice. On je izvan sebe nakon što je čuo da je Majkl bio taj koji je ubio Soloca i Makluskija. Nekoliko meseci posle, 1948, Soni prebije Karla jer je tukao Konija. Nakon što ju je Karlo još jednom pretukao, Soni odlazi sam kako bi ga pronašao i ubio. Na putu, upada u zasedu na neplatnim kućicama gde ga muče do smrti.
Umesto traženja osvete za Sonijevo ubistvo, Vito Korleone se sastaje sa šefovima pet porodice kako bi prekinuli rat između porodice. Ne samo da im rat uzima materijalni i ljudski život, nego je prekid sukoba jedini način da se Majkl može sigurno vratiti kući. Promenivši svoju prethodnu odluku, Vito se dogovara da će porodica pružiti političku zaštitu za prodaju heroina Filipu Tataliji (Viktor Rendina). Na sastanku, Don Vito Korleone shvata da je Don Barzini (Ričard Konte), a ne Tatalija, odgovoran za mafijaški rat.
Kako u je sigurnost osigurana, Majkl se vraća sa Sicilije. Nakon više od godinu dana, vraća se svojoj bivšoj devojci, Kej, rekavši kako je želi oženiti. Kako je Don polu-penzionisan, Soni mrtav, a srednji brat Fredo (Džon Kazale) se smatra nesposobnim da vodi porodički posao, Majkl postaje šef i kaže kako će porodični posao ubrzo biti u potpunosti zakonit.
Pit Klemenza (Ričard S. Kastelano) i Salvatore Tesio (Ejb Vigoda), dva "kapetana" porodice Korleone, progovore da ih porodični Barzini omalovažava to da zatraže dopuštenje da uzvrate, ali Majkl odbija. S ocem kao konsiljereom, planira porodični posao preseliti u Nevadu i nakon toga, Klemenza i Tesio mogu osnovati vlastite porodice. Majkl obećava da će Konin muž, Karlo, biti njegova desna ruka u Nevadi, dok će Hejgen biti odvetnik porodice u Las Vegasu.
U Las Vegasu, Majkla pozdravlja Fredoa, u hotelu "Kasino" u kojem Korleoneovi imaju udeo, a vodi ga Mo Grin (Aleks Ročo). Majkl kaže Džoniju Fontejnu da će porodica trebati njegovu pomoć u angažovanju Džonijevih prijatelja u šou-biznisu da potpišu dugotrajne ugovore za nastupe u kazinima. Na sastanku s Moom Grinom, Majkl ponudi da otkupi njegov udeo, ali ovaj bezobrazno odbije. Grin veruje kako su Korleonovi slabi, to da može postići bolji dogovor s Barzinijem.
Majkl se vraća kući. Na privatnom sastanku, Vito mu preporučuje da će neprijatelji porodice pokušati ubiti Majkla koristeći poverljivog saradnika da dogovore sastanak kao izgovor za ubistvo. Ubrzo nakon toga, Don Vito umire od srčanog udara dok se igrao s malim unukom.
Tokom sprovoda, Tesio prenosi Majklu ponudu za sastanak s Barzinijem, što ga označava kao izdajnika kojeg je Vito očekivao. Majkl dogovara ubistva Moa Grina, Filipa Tatalija, Emilija Barzinija, Antonija Stračija i Karminea Kuneoa što se odvija za vreme krštenja Konijevog i Karlova drugog sina, kojem je Majkl kum. Nakon krštenja, Tesio veruje da će on i Majkl na sastanak s Barzinijem. Umesto toga, odvode ga Vili Čiči i drugi plaćenici kako bi ga ubili. Majkl se suprotstavlja Karlu u vezi Sonijeva ubistva, to ga prevari da prizna da je on namestio zasedu. "Danas", kaže Majkl, "ću srediti porodične poslove." Majkl kaže Karlu kao je njegova kazna, to da neće imati veze sa porodičnim poslom. Njemu daje avionsku kartu za Nevadu. Karlo ulazi u auto kako bi otišao na aerodrom, ali ga ubije Klemenza.
Kasnije, Koni se suprotstavlja Majklu optužujući ga za Karlovo ubistvo. Kej upita Majkla u vezi optužbi, ali on odbija odgovoriti. Ona insistira, a Majkl slaže, rekavši joj kako nije imao nikakve veze sa Karlovom smrtu. Kako film završava, Kej gleda kako Klemenza i Roka Lamponea odaju počast Majklu, ljubeći mu ruku i oslovljavajući ga "Don Korleone". Novi kapo Al Neri (Ričard Brajt) zatvara vrata, a Kej shvata da je Majkl postao novi kum.
Na čelu mafijaške porodice Korleone je Majkl (Al Pačino) koji se trudi da legalizuje svoje mafijaške poslove. Hajman Rot (Li Strasberg) i Frenki Pentandželo (Majkl V. Gaco) njegovi su suparnici i kolege u kockarskom biznisu. Njihovi odnosi će se zahladneti nakon neuspelog pokušaja atentata na Majkla koji, nakon neugodnog događaja, kreće u potragu za izdajnikom. Reč je o osobi od poverenja, članu porodice.
Uporedno sa Majklovom pričom, pratimo i priču njegovog oca, don Vita Korleonea (Robert de Niro) koji kao siroče odrasta na Siciliji i koji kao dečak odlazi u SAD. Svoj prvi posao dobija u malom dućanu nakon čega sledi nezaustavljivi put prema bogatstvu i moći.
U filmu se ističu Al Pačino, koji reprizira ulogu Majkla iz prvog dela, kao i Robert de Niro, koji nakon Marlona Branda tumači lik Vita Korleonea. De Niro je za ovu ulogu nagrađen i Oskarom.
Film počinje 1979. godine. Posed Korleonovih na jezeru Tahoe je napušten, a Majkl se vratio u Njujork gde pokušava stvoriti ugled za porodicu Korleone. Piše pismo svojoj deci i moli ih da dođu na ceremoniju, te da pokušaju nagovoriti svoju majku Kej da dođe sa njima. Majkl je osnovao fondaciju Don Vito Korleone, za što je nagrađen ordenom Reda sv. Sebastijana. Nakon ceremonije, upriličena je proslava na kojoj Majklov sin Entoni govori ocu kako odustaje od studija prava i namerava se posvetiti karijeri operskog pevača, u čemu ga podržava majka Kej.
Na proslavi se pojavljuje i Vinsent Mansini, Sonijev nezakoniti sin. Vinsent se posvađao s Džoeijem Zazom, njujorškim mafijašem i upraviteljem područja koje nadzire porodica Korleone. Vinsent prigovara Zazi da u tom području vlada bezakonje. Svađa pred Majklom postaje nasilna te Vinsent odgrize Zazi komadić uha. Nakon neuspešnog pokušaja pomirenja, Vinsent upita Majkla bi li mogao raditi za njega, na šta Majkl odgovara potvrdno i uzima nećaka pod svoje, ali na neko određeno vreme. Iste noći, dvojica muškaraca upadaju u Vinsentov stan. Ovaj ubija jednoga, a drugoga tako uplaši da je morao odati da ih je poslao Zaza. Vinsent ipak ubija i drugog provalnika. Majkl pokušava kupiti Vatikanov udio u međunarodnom holdingu za nekretnine, Imobilijare, koji je pod kontrolom Vatikana. Nadbiskup Gilday, upravnik Vatikanske banke, dogovara as njim cenu od 600 miliona dolara. Gilday je doveo Svetu Stolicu u ozbiljne dugove zbog svojih krivih poteza i korupcije. Sa druge strane, Majkl uviđa da posao neće biti tako lako ratifikovan, jer se neke osobe u Vatikanu protive poslu. Don Altobelo, stariji njujorški mafijaš, kaže Majklu da njegovi stari partneri iz Njujorka žele udio u poslu sa Imobilijarom. Sastanak je upriličen u Atlantik Sitiju. Majkl na sastanku velikodušno isplaćuje mafijaške šefove velikim iznosima iz kockarskog posla u kojem svi imaju udio. Zaza ne dobija ništa. Besan, označava Majkla kao neprijatelja i kaže prisutnima da moraju izabrati jednog od njih dvojice te odlazi sa sastanka. Nekoliko minuta posle, iznad sobe se pojavljuje helikopter i ispaljuje kišu metaka kroz prozore. Gotovo svi koji su bili na sastanku su ubijeni, ali Majkl i Vinsent uspevaju pobeći, pri čemu se Vinsent postavio kao stričev živi štit. Majkl se vraća u Njujork i pokušava naći način kako odgovoriti na atentat. Ali pogađa ga dijabetični šok te ga premeštaju u bolnicu. Iako su rođaci, Vinsent i Meri, Majklova kćer, počinju romantičnu vezu. Vinsent planira kako će se osvetiti Zazi. Tokom sajma, on i njegovi ortaci ubijaju Zazu i njegove telohranitelje. Majkl insistira da Vinsent okonča vezu sa Meri, jer bi njegova povezanost u porodične poslove mogla nju ugroziti. Iako je Vinsent pristao, na Siciliji, gde se porodica preselila kako bi dovršila posao sa Vatikanom i bila prisutna na Entonijevom operskom debiju, veza se nastavlja. Majkl daje zadatak Vinsentu da ode do Altobela i ispita njegovu lojalnost. Vinsent mora uveriti Altobela da namerava napustiti porodicu Korleone. Nakon uspešno obavljenog razgovora, Altobelo podržava Vinsenta u njegovoj nameri i upoznaje ga sa Lićiom Lućesijem, čovekom koji stoji iza urote koja bi trebala sprečiti Majklov posao sa Imobilijareom. Majkl posećuje kardinala Lamberta, dobronamernog i savesnog sveštenika, da se raspita o poslu sa Imobilijareom. Lamberto nagovara Majkla da se ispovedi nakon trideset godina; između ostalih grehova, Majkl priznaje da je naredio ubistvo svog brata Freda. Tokom obilaska Sicilije sa Kej, koja je došla zbog opere, Majkl i od nje traži oproštaj, na šta oboje priznaju da se još vole. Majkla obaveštavaju da je ubijen Don Tomasino, njegov prijatelj sa Sicilije, što bi moglo započeti novi val nasilja. Kardinal Lamberto je izabran za papu Ivana Pavla I., što bi trebalo značiti da će posao sa Imobilijareom ubrzo biti gotov.
Vinsent govori Majklu što je čuo od Altobela: Lućesi stoji iza urote protiv posla sa Imobilijareom, te da je ubica koji je ubio Don Tomasina, unajmljen da ubije Majkla. Vinsent želi uzvratiti, no Majkl ga upozorava da će takav plan značiti otvoreni rat. Vinsent insistira na osveti, te Majkl popušta. Postavlja Vinsenta na čelo porodice Korleone, imenuje ga novim Kumom. Zauzvrat, Vinsent pristaje okončati vezu sa Meri. Porodica odlazi u Palermo na Entonijev debi u glavnoj ulozi u operi Cavalleri Rusticana. Vinsentov plan o osveti daje rezultate. Paralelno sa scenama opere odvijaju se brutalna ubistva Lućesija, Altobela, Gilday i drugih ortaka, koji su već otrovali novog papu. Ubica koji je poslan da ubije Majkla, čekao je u zasedi u operi. Ubija nekoliko Vinsentovih ljudi, ali opera završava pre nego što je imao priliku ubiti Majkla. Ubica se povlači stubištem ispred opere i onde pokušava ubiti Majkla. U trenucima dok se Meri svađa sa ocem zbog zabranjene veze sa Vinsentom, čuju se dva pucnja. Prvi pogađa Majkla u rame, on posrće, dok drugi pogađa Meri, koja je bila iza njega, u prsa i ona umire. Majkl vrisne očajnički od patnje i besa. Njegova sestra Koni i bivša žena Kej gledaju Majklovu reakciju, gotovo iznenađene, tek sada shvatajući kako mu je porodica bila draga i važna. Scena se pretvara u niz Majklovih uspomena, prvo kako pleše sa Meri sa početka filma, a zadnja koja prikazuje Kej, scena uzeta iz drugog dela trilogije. Film završava na Siciliji 1997. Majkl, sada već starac, sedi u dvorištu svoje vile. Pada sa stolice i umire, sam.
U još jednom Puzovom romanu, Sicilijanac, Majkl je sporedan lik. Radnja romana smeštena je na Siciliji, u periodu kada je Majkl tu boravio, pošto je ubio šefa narko mafije, i jednog načelnika policije.